# 太魯閣語

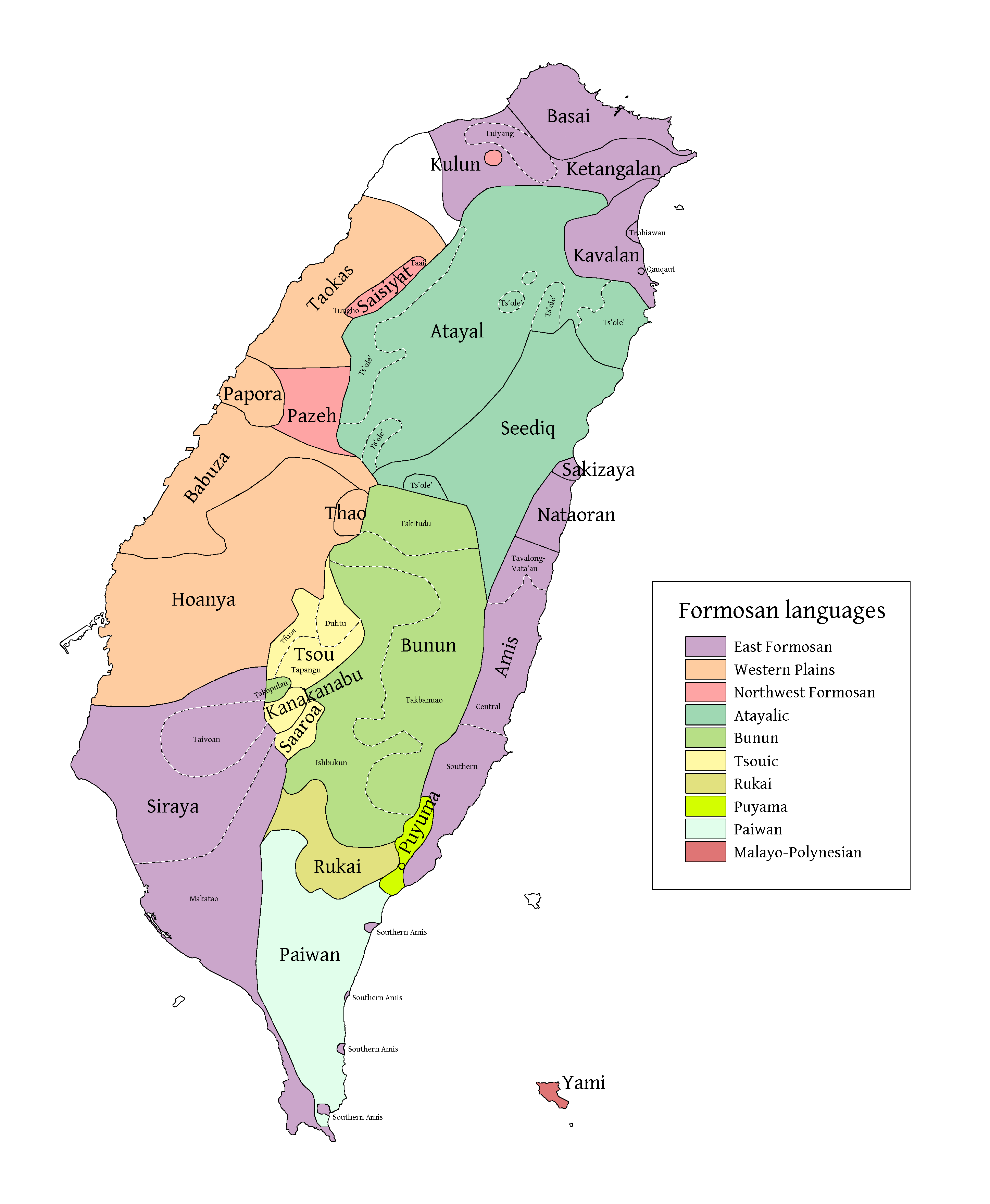
漢人遷台之前的台灣南島語言分布圖。蘭嶼（深紅色）為使用馬來-玻里尼西亞語族巴丹語群達悟語的區域

德鹿谷語，又稱「德路固語」、「太魯閣語」，是南島語系的一支，用拉丁文字書寫，為台灣原住民太魯閣族的民族語言。主要使用在宜蘭及花蓮等地區，一般學者將其歸於泰雅語群賽德克語之下，與德路固語同群，兩者高度接近且可互通。賽德克語除太魯閣/德鹿谷語（Truku）外，另包含德固達雅語（Tgdaya）及都達語（Toda），這些語言在文法上彼此相近，且同源詞也有完整的對應關係，各語言使用者之間亦可做到一定程度的交談，目前太魯閣語認證考試歸屬於台灣原住民族太魯閣族太魯閣語。。

## 語言分佈及發展
太魯閣語為賽德克語三種次語群之一(Tsukida 2005)，並以德路固作為次語族群之名稱。而阿美族又稱德路固語為「太魯閣語」。目前德路固語的使用者共有有20,000人（包含不以其為母語者）。德路固方言，因大多數族人居住於太魯閣地區，所以現今習慣稱太魯閣語。依據2000年立法院三讀通過的《大眾運輸工具播音語言平等保障法》，太魯閣族人數較多的地區或公共場所，目前只有北迴鐵路的新城（太魯閣）車站到站列車播放該語言。

## 語音系統
太魯閣語的音系之音位是以賽德克語語系為基礎，大都使用適當的Unicode符號來標示。在台灣南島語的書寫系統的訂定上，元輔音之音系表原則上都是先「發音部位」（橫列）、後「發音方法」（縱列）、再考量「清濁音」，來訂定其音系之音位架構。

## 語法架構
在語法的分類上台灣南島語並不同於一般的分析語或其它综合语裡的動詞、名詞、形容詞、介詞和副詞等之基本詞類分類。比如台灣南島語裡普遍沒有副詞，而副詞的概念一般以動詞方式呈現、可稱之為「副動詞」，類之於俄语裡的副動詞。 賽德克德路固語語法分類是以賽德克語語法為基礎，而將語法之詞類、詞綴、字詞結構及分類法，對比分析語等之詞類分類法加以條析判別。

## 外部連結
- 南投縣本土教育資訊網
- 太魯閣語在《民族語》的連結
- 政大原住民族語言教育文化研究中心(含賽德克語題庫)
- 原住民族語言認證
- 98年度原民語能力認證考試(含96,97年度模擬試題) （页面存档备份，存于）
- 各年度原住民族語言能力認證考試模擬試題庫[永久]
- 台灣南島語言的奧秘(影片) （页面存档备份，存于）
- 公共電視_知識的饗宴-第十九集 台灣南島語言的奧秘 （页面存档备份，存于）
- 賽德克語/台大台灣南島語多媒體資料庫 （页面存档备份，存于）
- ABVD: Seediq (Truku)/Li (2004)
- YouTube上的Taan ka idas da!(看見彩虹/song)
- YouTube上的賽德克父子諧唱古調/song
- 曾瑞琳(Temi•Nawi)-VIDEOS-VCenter （页面存档备份，存于）
- 10-ICAL/Papers/Tenth International Conference on Austronesian Linguistics 17-20 January 2006 Palawan, Philippines
- Seediq Language (Video) （页面存档备份，存于）
- Grammatical analysis: morphology…… （页面存档备份，存于）
- Truku Language （页面存档备份，存于）
- 臺灣原住民族資訊資源網
- 行政院原委會/族語教室-每日一句
- 原民語e-learning(德路固語1-9階/認證題庫)
- YouTube上的Mike太魯閣語(video)
- 原住民族族語線上詞典 （页面存档备份，存于）
- 太魯閣語(德路固語)網路字典 （页面存档备份，存于）
- 原住民族語言研究發展中心 （页面存档备份，存于）
- Alilin 原住民族電子書城 （页面存档备份，存于）